# Cases a París
Cases a París (títol original en francès Maisons à Paris) és una pintura a l'oli sobre tela realitzada l'any 1911 pel pintor madrileny Juan Gris. El quadre es troba al Museu Guggenheim de Nova York.

## Història
Ja des de 1902, Juan Gris va contribuir amb dibuixos per il·lustrar revistes, primer en la seva Madrid natal i després a París, on es va establir l'any 1906. Treballant en l'estil de l'art nouveau, hi va donar suport ell mateix amb els dibuixos humorístics i les caricatures satíriques. Gris va viure a Le Bateau Lavoir, al número 13 del carrer Ravignan, on Pablo Picasso també vivia. Testimoni del naixement del cubisme, Gris va abraçar l'enfocament revolucionari i va participar en la seva primera evolució. A Cases a París, una de les, pel cap baix, sis teles pintades al barri de Montmatre l'any 1911, l'artista va experimentar amb els trops que havia après del pintor malagueny i de Georges Braque malgrat retenir la seva pròpia sensibilitat i la seva paleta de colors. Creant espais aplanats arquitectònicament de forma severa i renderitzant passatges d'ombra i llum en els seus propis plans, Gris va aplicar una tècnica moderna al paisatge urbà -com Robert Delaunay i Fernand Léger estaven fent en les seves teles- mentre dibuixava la seva obra com un il·lustrador, en la juxtaposició de les formes, els fortos contrastos tonal i el ritme visual global de la superfície.
L'esclat de la Primera Guerra Mundial va dispersar molt l'entorn de Gris, inclosos artistes i escriptors centrals en el desenvolupament del cubisme a París. Guillaume Apollinaire, Braque, André Derain, Albert Gleizes, Léger, i Louis Marcoussis, entre molts d'altres van entrar en el servei militar del qual Gris n'era exempt atesa la seva ciutadania espanyola. El reconegut marxant Daniel-Henry Kahnweiler que va representar Gris des de 1912 va ser forçat de marxar París per Berna, a Suïssa. El novembre de 1917, Léonce Rosenberg va prendre les vendes de les obres de Gris, el mateix mes en què Gris va pintar Plat de fruites sobre estovalles de quadres (Compotier et nappe à carreaux). Com altres bodegons d'aquell període, aquesta obra és particularment rica en textura i color, amb l'aparició de patrons i elements compositius que reflectien la pràctica de l'artista en el collage.
Tot i el trencament del cubisme amb la pintura tradicional, com l'eliminació de la representació de la profunditat en la tela, Gris va valorar les convencions a l'hora de pintar bodegons i va rebutjar les exploracions en l'abstracció total que tant interessaven a altres cubistes com Jean Metzinger i Amédée Ozenfant. Gris va admetre haver estudiat els temes i mètodes dels antics mestres -Ozenfant el va anomenar un “ especialista en museus”— en els seus esforços per reconciliar expressió moderna amb tradicions històriques. Arrelat al llegat de les natures mortes essencial en la pintura espanyola, Gris va mantenir una reverència per l'objecte i per les metàfores poètiques que es podien suggerir en la combinació evocadora de la combinació d'aquests objectes.